# Grand Theft Auto: San Andreas
Grand Theft Auto: San Andreas é um jogo eletrônico de ação-aventura desenvolvido pela Rockstar North e publicado pela Rockstar Games. É o quinto título principal da série Grand Theft Auto e foi lançado em outubro de 2004 para PlayStation 2 e em junho de 2005 para Xbox e Microsoft Windows. Versões para plataformas móveis foram lançadas inicialmente em 2013, enquanto que uma versão aprimorada, sob o subtítulo The Definitive Edition, foi lançada em 2021. O jogo se passa no estado ficcional de San Andreas, com a história seguindo Carl "CJ" Johnson em sua luta para lidar com guerras de gangues, confrontos com policiais e as relações com sua família e amigos. O mundo aberto permite que os jogadores naveguem livremente pelas áreas rurais e urbanas de San Andreas.
A jogabilidade é mostrada em uma perspectiva de terceira pessoa e o mundo pode ser atravessado a pé ou com veículos. Os jogadores controlam Carl Johnson, com muitas missões envolvendo tiro e direção. Ao contrário de seus antecessores, San Andreas introduz elementos de jogabilidade que foram incorporados em jogos posteriores, incluindo elementos de RPG, opções de personalização de roupas e veículos, e uma vasta gama de atividades e minijogos. Seu enredo foi baseado em vários eventos reais que ocorreram em Los Angeles, incluindo a rivalidade entre as gangues de rua Bloods e Crips, a epidemia do tráfico de crack, o Escândalo Rampart do Departamento de Polícia de Los Angeles e também os distúrbios de Los Angeles em 1992. A equipe de desenvolvimento realizou grandes pesquisas com o objetivo de reproduzir as diferentes cidades dentro do jogo.
San Andreas foi aclamado pela crítica ao ser lançado, com elogios sendo direcionados particularmente para sua música, jogabilidade, história e projeto de mundo aberto. Entretanto, ele gerou grandes controvérsias devido sua violência e conteúdo sexual, especialmente após o desbloqueio por parte de alguns jogadores do minijogo de sexo "Hot Coffee". O título, mesmo assim, tornou-se o jogo mais vendido de 2004, com mais de 27,5 milhões de cópias já tendo sido vendidas e permanecendo até hoje como o jogo mais vendido do PlayStation 2 e um dos jogos mais vendidos de todos os tempos. San Andreas é considerado um dos títulos mais importantes da sexta geração de consoles, entrando em várias listas de melhores jogos da história e vencendo vários prêmios, incluindo muitos de Jogo do Ano. O sexto título principal da série, Grand Theft Auto IV, foi lançado em abril de 2008.

## Jogabilidade

San Andreas possui um sistema de mira aprimorado em relação a seus antecessores, mostrando um indicador de vida do alvo. O radar no canto inferior esquerdo ajuda o jogador a se localizar pelo mundo, enquanto o HUD no canto superior direito fornece informações sobre a vida, o colete, a arma equipada e a quantidade de dinheiro do jogador, além do horário fictício do jogo.

Grand Theft Auto: San Andreas é um jogo eletrônico de ação-aventura com elementos de RPG e stealth. Estruturado de forma semelhante aos dois jogos anteriores da série, a jogabilidade central consiste em elementos de jogos de corrida e tiro em terceira pessoa, proporcionando ao jogador um grande ambiente de mundo aberto para se locomover. A pé, o protagonista Carl "CJ" Johnson é capaz de andar, correr, nadar, escalar e pular, além de usar armas e várias formas de combate corpo a corpo. O jogador pode controlar uma variedade de veículos, incluindo automóveis, ônibus, caminhões, barcos, aviões, helicópteros, aeronaves, trens, tanques de guerra, motocicletas, bicicletas e karts. A maioria dos veículos terrestres do jogo pode ser modificada e atualizada em várias oficinas. O jogador também pode importar veículos, além de roubá-los. Enquanto os jogos anteriores da franquia Grand Theft Auto tinham apenas algumas aeronaves de difícil acesso e voo, San Andreas tem onze tipos diferentes de aeronaves de asa fixa e nove helicópteros, além de torná-los mais integrais nas missões do jogo. Também existe a capacidade de pular de paraquedas de aeronaves ou do topo de certos arranha-céus.
O ambiente aberto e não linear de San Andreas permite que o jogador explore e escolha como deseja jogá-lo. Embora as missões do enredo sejam necessárias para progredir no jogo e desbloquear certas cidades e conteúdos, o jogador pode completá-las quando quiser. Quando não está em uma missão, o jogador pode vagar livremente pelas cidades e áreas rurais de San Andreas, comer em restaurantes ou causar conflitos, atacando pessoas e causando destruição. Criar conflitos pode atrair atenção indesejada e potencialmente fatal das autoridades. Quanto mais caos for causado, mais forte será a resposta: a polícia tratará de infrações "menores" (atacar pedestres, apontar armas para pessoas, roubar veículos, homicídio culposo, etc.), enquanto as equipes da SWAT, o FBI e os militares do exército respondem a níveis mais altos de procurado, que são definidos por estrelas. Devido ao tamanho do mapa de San Andreas, um ponto de marcação no mapa pode ser definido, ajudando o jogador a chegar a um destino.
O jogador pode participar de uma variedade de missões secundárias opcionais que podem aumentar os atributos de seu personagem ou fornecer outras fontes de renda. As missões secundárias tradicionais dos jogos anteriores estão incluídas, como virar um taxista, apagar incêndios, levar feridos ao hospital e combater o crime como vigilante. Novas adições incluem missões de roubo, missões de proxenetismo, missões de condução de caminhões e trens exigindo que o jogador faça entregas a tempo, bem como as escolas de direção, aviação e aquática, que ajudam o jogador a aprender habilidades e técnicas a fim de usarem em seus veículos correspondentes. Nem todos os locais estão abertos ao jogador no início do jogo. Algumas localizações, como garagens, restaurantes, academias e lojas, tornam-se disponíveis somente após completar missões específicas. Da mesma forma, para a primeira parte do jogo, apenas Los Santos e seus subúrbios estão disponíveis para exploração; desbloquear as outras cidades — San Fierro e Las Venturas — e áreas rurais novamente requer a conclusão de missões específicas. Se o jogador viajar para locais bloqueados no início do jogo, eles atrairão a atenção das equipes da SWAT, da polícia e das Hydras controladas pela polícia se estiverem em uma aeronave.
Ao contrário de Grand Theft Auto III e Vice City, que precisavam de telas de carregamento quando o jogador se movia entre diferentes ilhas no mapa, San Andreas não tem telas de carregamento quando o jogador está em trânsito; as únicas telas de carregamento no jogo são para cutscenes e no adentramento de interiores. Outras diferenças entre San Andreas e seus antecessores incluem a troca de missões de matança de um jogador para um modo multijogador local (embora não esteja disponível na versão para Windows) e a substituição dos "pacotes ocultos" por pichações, fotografias, ferraduras e ostras, que podem ser feitas ou coletadas pelo jogador para desbloquear atributos especiais. A câmera, o sistema de luta e os controles da mira foram retrabalhados para incorporar conceitos de outro jogo da Rockstar, Manhunt, incluindo vários elementos de stealth, bem como alvo da mira aprimorada e um indicador de saúde do alvo que muda de verde para vermelho na medida que a saúde do alvo diminui. A versão para Windows do jogo implementa sensibilidade ao mouse: o jogador tem que segurar o botão direito do mouse para ativar a mira e então clicar ou segurar o botão esquerdo do mouse para atirar ou usar um item, como uma câmera.

Diferentemente de seus predecessores, é possível nadar e mergulhar em San Andreas. Um medidor de fôlego define a capacidade do personagem de se manter submerso debaixo d'água.

Pela primeira vez na série, os jogadores podem nadar e escalar paredes. A capacidade de nadar e mergulhar debaixo d'água também tem um grande efeito no jogador, já que a água não é mais uma barreira intransponível que mata o jogador imediatamente (embora seja possível se afogar). Para maior poder de fogo, o jogador também pode empunhar duas armas de fogo ou disparar de um lado para o outro com vários membros de gangue que podem ser recrutados para seguirem o jogador. A personalização do personagem principal é bastante enfatizada em San Andreas. Roupas, acessórios, cortes de cabelo, joias e tatuagens estão disponíveis para compra pelo jogador e têm mais efeito nas reações dos personagens não-jogadores (NPCs) do que as roupas em Vice City. Carl também pode ter namoradas com quem ele pode sair e se divertir. O nível de respeito de CJ entre seus colegas recrutas e amigos de rua varia de acordo com sua aparência e ações, assim como seu relacionamento com suas namoradas. O jogador deve garantir que CJ se alimente para se manter saudável e se exercite de forma adequada. O equilíbrio entre alimentação e atividade física afeta sua aparência e atributos físicos. O jogo também monitora as habilidades adquiridas em áreas como direção, manuseio de armas de fogo, resistência e capacidade pulmonar, que melhoram à medida que o jogador os usufrua. CJ pode aprender três estilos diferentes de combate corpo a corpo — boxe, kickboxing e kung fu — nas academias de cada uma das três cidades do jogo. CJ também pode falar com alguns pedestres, respondendo de forma negativa ou positiva.
Um novo recurso adicionado ao jogo é a guerra de gangues. As batalhas com gangues inimigas ocorrem sempre que o jogador se aventura em território inimigo e mata pelo menos três membros da gangue. Se o jogador sobreviver a três ondas de inimigos, o território será conquistado e outros membros da gangue começarão a vagar pelas ruas dessas áreas. Quanto mais território pertencer ao jogador, mais dinheiro será gerado. Ocasionalmente, o território do jogador ficará sob ataque de gangues inimigas e será necessário derrotá-los para reter essas áreas. Caso o jogador conquiste todos os territórios, nenhum deles poderão ser atacados. Vários minijogos estão disponíveis em San Andreas, incluindo basquetebol, bilhar, jogos de ritmo (dança e "saltar" em lowriders suspendidos), pôquer e máquinas de jogo eletrônico que homenageiam os clássicos jogos de arcade. Além disso, existem os jogos de casino e apostas em corridas de cavalos virtuais.

## Sinopse

### Mundo
Os eventos de San Andreas acontecem em 1992 no estado fictício de San Andreas, nos Estados Unidos — com base no retrato do início dos anos 1990 dos estados da Califórnia e Nevada — que consiste em três cidades principais: Los Santos (baseada em Los Angeles), San Fierro (com base em São Francisco) e Las Venturas (baseada em Las Vegas). Várias regiões de floresta, deserto e pequenas cidades rurais estão espalhadas entre as grandes cidades. Los Santos é circundada pela região rural de Red County, enquanto que San Fierro tem seu arredores compostos pela região florestal e montanhosa de Flint County e Whetstone. Las Venturas faz fronteira com a região desértica de Bone County — onde fica localizada a zona restrita Area 69 (inspirada na base militar Área 51 da Força Aérea dos Estados Unidos, em Nevada) — que faz divisa com o condado de Tierra Robada. Liberty City, a cidade apresentada em Grand Theft Auto III que é baseada levemente na cidade de Nova Iorque, também faz uma pequena aparição no jogo.
O mundo de San Andreas faz parte do cânone "Universo 3D" da série Grand Theft Auto, embora, ao contrário de seus antecessores que estão definidos nesta continuidade, o jogo incorpore versões fictícias de marcos e ambientes da vida real das cidades e estados dos Estados Unidos. Seu mapa permaneceu por quase uma década como o maior da série, até ser superado pela representação de Los Santos de Grand Theft Auto V.

### Personagens
O jogador assume o papel de Carl "CJ" Johnson (dublado por Young Maylay), um veterano membro da gangue de rua de Los Santos Grove Street Families, que partiu para Liberty City cinco anos antes em busca de uma vida melhor, mas retornou para a casa após a morte de sua mãe. A gangue é liderada pelo irmão mais velho de CJ, Sean/"Sweet" (Faizon Love), e inclui seus amigos de infância Melvin "Big Smoke" Harris (Clifton Powell), Lance "Ryder" Wilson (MC Eiht) e o aspirante a rapper Jeffrey "OG Loc" Cross (Jas Anderson). Ao longo da história, CJ faz amizade com vários personagens que se tornam aliados importantes, incluindo Cesar Vialpando (Clifton Collins Jr.), o líder da gangue de rua hispânica Varrios Los Aztecas e namorado da irmã de CJ, Kendl (Yo-Yo); o hippie cultivador de maconha e que acredita em teorias da conspiração "The Truth" (Peter Fonda); o gênio da tecnologia e proprietário de loja Zero (David Cross); o chefe do crime chinês cego da Tríade Wu Zi Mu/"Woozie" (James Yaegashi); o agente do governo Mike Toreno (James Woods); o advogado desonesto Ken Rosenberg (William Fichtner); o produtor musical ligado ao crime Kent Paul (Danny Dyer); o esgotado cantor Maccer (Shaun Ryder); e o renomado rapper Madd Dogg (Ice-T).
Ao mesmo tempo, Carl entra em conflito com vários inimigos, incluindo as gangues de rua Ballas (os principais rivais da Grove Street Families) e Vagos; a unidade policial altamente corrupta C.R.A.S.H., composta pelos oficiais Frank Tenpenny (Samuel L. Jackson), Eddie Pulaski (Chris Penn) e Jimmy Hernandez (Armando Riesco); a organização que fornece drogas para o tráfico em Los Santos Loco Syndicate, liderado por Toreno, o cafetão Jizzy B. (Charlie Murphy) e o líder da gangue San Fierro Rifa, T-Bone Mendez (Kid Frost); e as famílias do crime Leone, Sindacco e Forelli. Em vários pontos da história, CJ trabalha com a prima de Cesar, Catalina (Cynthia Farrell), e o chefão da máfia Salvatore Leone (Frank Vincent), ambos anteriormente apresentados em Grand Theft Auto III. Claude, o protagonista silencioso de Grand Theft Auto III, também faz uma pequena aparição no jogo, enquanto o protagonista de Grand Theft Auto: Vice City, Tommy Vercetti, é mencionado.

### Enredo
Depois de viver por cinco anos em Liberty City, Carl "CJ" Johnson retorna a Los Santos em 1992 para o enterro de sua mãe, assassinada em um tiroteio. No caminho entre o aeroporto e o bairro, CJ é parado pela guarnição de Frank Tenpenny e Eddie Pulaski, que plantam uma evidência usada no assassinato de um outro policial, a fim de chantageá-lo para alguns trabalhos no futuro. Após ser liberado, encontra tanto sua família quanto sua antiga gangue, a Grove Street Families, em frangalhos. Ao mesmo tempo que começa a acertar questões antigas com seus companheiros de gangue, e luta contra a influência de gangues rivais negociantes de crack, Carl começa a trazer a Grove Street Families de volta ao topo. CJ também conhece o namorado de sua irmã Kendl, Cesar Vialpando, líder da gangue Varrios Los Aztecas, com quem consegue firmar uma aliança. No entanto, às vésperas da Grove conseguir o controle total de Los Santos, Cesar informa que os dois melhores amigos de CJ, Big Smoke e Ryder, estão trabalhando em conjunto com Tenpenny e os Ballas. Sweet é gravemente ferido no confronto com os Ballas; CJ chega para salvá-lo, mas ambos são presos após a chegada da polícia.
Algum tempo depois, Carl é libertado por Tenpenny numa área rural longe de Los Santos, e informado de que o irmão está preso aguardando julgamento. Ao perceber que Tenpenny é sua única esperança de ficar fora da cadeia e conseguir ajudar Sweet, Carl se vê obrigado a cumprir as ordens do policial, que incluem matar pessoas envolvidas num processo criminal contra a equipe de Tenpenny. Após isso, Carl rapidamente conquista a amizade de novos aliados, entre eles Wu Zi Mu ("Woozie") e "The Truth". Através de Cesar, CJ conhece Catalina, que aceita a ajuda de Carl em alguns roubos pela região. Após vencer Catalina em uma corrida, Carl ganha a escritura de uma oficina em San Fierro. Ao chegar, CJ descobre que o local estava abandonado. The Truth ajuda-o a conseguir uns mecânicos para torná-la operante novamente, enquanto Kendl cuida da gerência. Com a ajuda de Woozie, CJ se aproxima da organização Loco Syndicate, comandada pelo trio Jizzy B, T-Bone Mendez e Mike Toreno. Após obter a confiança do grupo, CJ destrói a fábrica de drogas e mata os cabeças da organização, incluindo Ryder.
Carl posteriormente descobre que Toreno sobreviveu ao ataque. Toreno trabalha para uma agência secreta do governo americano, e propõe que CJ faça alguns trabalhos clandestinos em troca da liberdade de Sweet. Em Las Venturas, Carl ajuda Woozie a erguer um novo cassino, mas o empreendimento é ameaçado pela máfia. Com a ajuda dos músicos Kent Paul, Maccer, e do ex-advogado Ken Rosenberg, CJ se infiltra no cassino da máfia e articula um plano de roubo. Após fazer um último serviço para Tenpenny e Pulaski, CJ é obrigado a cavar duas covas no deserto: uma para si, e outra para Hernández, um recruta da polícia que estava delatando seus crimes para a corregedoria. Carl se desvencilha da situação e mata Pulaski, mas Tenpenny escapa. Após salvar o rapper Madd Dogg de cometer suicídio, este pede que CJ seja seu empresário. Carl encontra riqueza e retorna a Los Santos para ajudá-lo. Em seguida, Toreno cumpre sua promessa e liberta Sweet, mas para a surpresa do irmão, este se recusa a fazer parte do novo estilo de vida milionário de CJ. Ao invés de aceitar a vida fácil de Carl, Sweet insiste em honrar suas raízes, retornando ao gueto e ajudando as Grove Street Families a renascerem.
Tenpenny vai a julgamento pelos seus crimes, porém as acusações são arquivadas por falta de provas, já que todas as testemunhas estão desaparecidas ou mortas. A libertação de Tenpenny provoca um tumulto entre os cidadãos de Los Santos; impulsionado pela determinação de Sweet em derrubar o império de Big Smoke, que se tornou o maior traficante da cidade, Carl reconquista o território da gangue. Após localizar o esconderijo de Big Smoke, Carl invade o local, elimina todos no caminho e confronta Big Smoke. Antes de morrer, Smoke confessa que se vendeu pelas promessas de dinheiro e poder feitas por Tenpenny, que aparece para levar sua parte da fortuna e fugir da cidade. Na fuga, Tenpenny rouba um caminhão de bombeiros, mas Sweet se agarra na traseira. CJ parte para resgatá-lo; após uma perseguição pelas ruas de Los Santos, Tenpenny perde controle do veículo e cai de uma ponte. Carl, prestes a executá-lo, é impedido por seu irmão, que escolhe deixar Tenpenny "morrer num acidente de carro". Com a morte do policial, os tumultos cessam. Após uma confraternização entre a família e os aliados, Carl se afasta do grupo para checar como andam as coisas na vizinhança.

## Desenvolvimento
A Rockstar North começou o desenvolvimento de Grand Theft Auto: San Andreas logo após o lançamento de Grand Theft Auto: Vice City, no final de 2002. Ao contrário do jogo anterior, que durou somente nove meses para ser produzido, este título obteve um ano extra, tendo, portanto, um tempo de desenvolvimento estimado de um ano e nove meses. O diretor de arte Aaron Garbut, declarou que o processo de criação de Vice City foi "muito intenso" e "muito curto" e continuou dizendo: "não tínhamos o luxo de termos muito tempo para fazer um inventário. Era um caso de sabermos o que tínhamos que fazer com o melhor de nossas habilidades. Desta vez, o ano extra nos deu essa oportunidade." O produtor executivo Sam Houser disse que os membros da equipe colocaram "uma enorme pressão" sobre eles mesmos para garantir que fizessem "todo o possível para superar as expectativas das pessoas" com San Andreas. Alguns desenvolvedores ficaram preocupados com as condições de trabalho impostas pela Rockstar no desenvolvimento de San Andreas, já que eles não tiveram um descanso adequado após a conclusão de Vice City. O programador de longa data da Rockstar, Gary Foreman, temia que a empresa tivesse entrado em um "crunch eterno", com horas de trabalho de alguns desenvolvedores atingindo 17 horas diárias. Além disso, alguns desenvolvedores tiveram desavenças com Sam Houser, o que os fizeram se afastarem da produção do jogo.
Segundo um relatório publicado pelo jornal The Wall Street Journal, San Andreas foi o jogo mais caro da Rockstar North na época de seu lançamento, com um orçamento estimado de 10 milhões de dólares, ultrapassando o orçamento de 5 milhões de dólares de Vice City. Na época, alguns estúdios paralelos da Rockstar Games estavam desenvolvendo o jogo The Warriors; originalmente planejado para ser lançado em 2004, The Warriors foi adiado para 2005, com o objetivo de que esses estúdios colaborassem ainda mais no desenvolvimento de San Andreas e que recursos adicionais fossem adicionados ao jogo. Durante seu desenvolvimento, o presidente da Rockstar North, Leslie Benzies, desejava esperançosamente que San Andreas redefinisse a série Grand Theft Auto e revolucionasse "os valores de jogabilidade aberta e de produção de jogos eletrônicos".

### Ambientação e pesquisas
Os eventos narrativos do jogo acontecem no início da década de 1990 no estado fictício de San Andreas, inspirado nos estados da Califórnia e Nevada, dos Estados Unidos. Ao contrário dos dois jogos anteriores, que eram inspirações de apenas uma única cidade, este título é composto por três metrópoles: Los Santos, San Fierro e Las Venturas, baseadas em Los Angeles, São Francisco e Las Vegas, respectivamente, e seu mapa é substancialmente mais do triplo do tamanho daquele visto em Vice City. San Andreas já havia aparecido anteriormente no primeiro Grand Theft Auto (1997), mas era retratado apenas como uma versão bidimensional de São Francisco. Garbut disse que não desejava que San Andreas fosse "grande pelo simples fato de ser" e que ele e a equipe da Rockstar poderia "ter tornado Grand Theft Auto III ou Vice City muito maiores e simplesmente repetirem as mesmas coisas por quilômetros a fio, preenchendo o que tínhamos, mas ninguém quer dirigir por quilômetros de edifícios idênticos". O objetivo da equipe e de Garbut com o mundo do jogo era criar uma "profundidade" em cima de sua exploração, fazendo com que cada cidade parecesse diferente uma com a outra, embora ainda pertencessem ao mesmo cenário. Ele comentou: "Quero sentir que posso parar a qualquer momento e descobrir coisas novas, quero sentir que posso subir em qualquer telhado, quero conhecer o mapa e reconhecer onde estou". O co-escritor Dan Houser, disse que a equipe de desenvolvimento se esforçou bastante para que cada metrópole não parecesse "uma cidade de brinquedo" ou algo "quadrado". Além disso, ele opinou que o jogo possui "uma jogabilidade realmente boa construída naturalmente no ambiente".

Nós amamos Los Angeles, e toda a vibração da cultura de gangues de rua. Aquela época [início dos anos 90] em Los Angeles é tão importante e nós sabíamos há muito tempo que a franquia precisava acabar lá. Tínhamos feito a Costa Leste em GTA III, e depois os anos 80 em Miami com Vice City, então ir para Los Angeles no início dos anos 90 parecia um lugar óbvio para irmos.

Sam Houser, em entrevista com a Electronic Gaming Monthly em janeiro de 2005.
A equipe da Rockstar realizou grandes pesquisas com o objetivo de reproduzir as diferentes cidades dentro do jogo. Todos os membros do time de desenvolvimento sobrevoaram com câmeras fotográficas para cada uma das cidades de onde o jogo se baseia, tirando fotos de diversos locais. Garbut relatou: "Fizemos uma viagem enorme, atravessando os estados em um comboio de Lincoln Town Car... parando em cada cidade e ficando lá até que tivéssemos praticamente fotografado cada polegada. Foi realmente épico. Os mais corajosos de nós foram levados em grupos menores para as áreas mais assustadoras, bem no centro de territórios de gangues de Los Angeles". Dan Houser comentou que um conjunto de pesquisadores em tempo integral e artistas, visitaram todos os bairros nobres de Beverly Hills e os "melhores cassinos" de Las Vegas, além de outras regiões mais periféricas de Los Angeles, como relatado pela Eurogamer: "[eles visitaram] cada fossa de gueto com sofás nas ruas e membros de gangues passando em lowriders em todos os lugares". Diversos bairros, pontes e interiores exploráveis do jogo foram baseados em locais reais de cada cidade. Por exemplo, extensões urbanas presentes em Los Santos tiveram inspirações em Compton; uma ponte vermelha presente no noroeste do mapa de San Fierro, foi inspirada na famosa Ponte Golden Gate; já os cassinos de Las Venturas foram influenciados nos cassinos de Las Vegas e possuem um papel na história do jogo. De acordo com Dan Houser, a Rockstar planejava construir uma ambientação de muitas perspectivas diferentes para garantir que as missões presentes no jogo mostrassem "todos os melhores recursos do mapa".
Alguns jogadores achavam que o mapa de Vice City era bastante "plano". Dan Houser concordou e disse: "Para uma boa direção, uma das coisas que adicionamos [em San Andreas] foram as colinas. Isso apenas adiciona mais coisas [neste ambiente] de três dimensões; não é tão divertido sem elas". Em relação à montanha presente no jogo, o Mount Chiliad, Dan Houser comentou: "Uma das coisas que o campo oferece é uma montanha, você nunca viu uma montanha em um GTA antes. A ideia de poder dirigir de Los Angeles, pelo campo, subir uma montanha, entrar em São Francisco e depois ir para Vegas é simplesmente bizarro e é incrível". Garbut demonstrou satisfação pela presença de colinas, florestas e deserto no jogo, algo que não existia em títulos anteriores: "Eu amo o campo [do jogo]. É tão refrescante dirigir para fora da cidade em campos ondulados, além de fazendas e rios, em florestas, desertos e colinas. A montanha é fantástica — tem quase 800 metros de altura e leva pouco menos de um minuto para voar de sua base ao topo em um helicóptero... e muito mais tempo para descer de bicicleta". Garbut disse que ele e os desenvolvedores utilizaram muitas técnicas procedimentais para gramas e plantas a fim de dar vida à montanha e ao campo: "Há tanto para ver. Realmente não acho que nenhum jogo tenha alcançado esse nível de escala antes, mantendo alguma coisa com este nível de detalhes. Há um senso de escala neste jogo que supera os dois anteriores, ao mesmo tempo que aumenta a variedade e os detalhes". Segundo o desenvolvedor John Whyte, o mapa de San Andreas possui 36 milhões de metros quadrados.

### Inspirações para a narrativa

As principais gangues de rua de San Andreas: Grove Street Families e Ballas (imagem), tiveram inspirações nas gangues da vida real Bloods e Crips.

Ao desenvolver o enredo de San Andreas, a Rockstar se inspirou em diversos eventos reais que ocorreram no final da década de 1980 e no início da década de 1990. A rivalidade entre as gangues de rua Bloods e Crips serviram de inspirações para a rivalidade entre a Grove Street Families e os Ballas — as principais gangues do jogo —, respectivamente. Sam Houser comentou que ficou "fascinado" com a aparência e as vestimentas entres os membros dessas gangues e queria representar isso em San Andreas: "Bem, o que há depois de Miami nos anos 80? Bem, é claro, os Bloods e os Crips e a cultura gangbanger do início dos anos 90 de Los Angeles. Lembro-me de estar no Reino Unido na época em que isso estava explodindo e estava completamente fascinado e apavorado com isso — eles se vestem de forma incrível — mas esses caras são todos como soldados e são tratados como exércitos, e isso é uma coisa muito séria e assustadora". Segundo Dan Houser, a equipe se preocupou em fazer com que San Andreas não se trata-se apenas de um jogo sobre gangues e queria que todos os elementos da narrativa combinassem e ainda fizessem sentido. DJ Pooh, na época conhecido pelo seu trabalho de co-roteirista para o filme Friday (1995), foi contratado para ser o co-escritor do jogo a fim de desaderir a perspectiva britânica sobre a cultura das gangues de Los Angeles de seu roteiro, visto que a Rockstar North era composta, em sua maioria, por residentes do Reino Unido. Sobre essa perspectiva de enredo, DJ Pooh declarou: "Uma coisa que me deixa um pouco nervoso é a noção de que é um jogo sobre gangues, o que não é realmente", acreditando que o título aborda temas diversificados. Durante o anúncio de San Andreas, a Grove Street Families era intitulada como Orange Grove Families e representada pela cor laranja em vez de verde. Além da representação das gangues, o jogo também retrata a epidemia de crack, que foi um aumento no uso da droga nas principais cidades dos Estados Unidos entre o início dos anos 1980 e o início dos anos 1990, servindo também como uma influência para a narrativa.
Eventos da vida real que envolveram policiais também inspiraram os acontecimentos em San Andreas. O Escândalo Rampart do Departamento de Polícia de Los Angeles, que tratou-se de uma corrupção policial generalizada na unidade "anti-gangue" Community Resources Against Street Hoodlums (C.R.A.S.H.) que ocorreu no final dos anos 1990, foi uma das inspirações. Os Distúrbios de Los Angeles em 1992, que foi uma manifestação tumultuosa da população de Los Angeles em abril–maio de 1992, quando um júri absolveu oficiais do Departamento de Polícia de Los Angeles, três brancos e um hispânico, acusados de agressão contra o motorista negro Rodney King após uma perseguição em alta velocidade, também foi uma influência. Os eventos finais da narrativa de San Andreas foram baseados nesses distúrbios, mais precisamente nas três últimas missões do jogo: "Riot", "Los Desperados" e "End of the Line", onde a primeira retrata que o antagonista Frank Tenpenny, um policial corrupto, é absolvido de acusações de assassinato e tráfico de drogas.
Para a construção da narrativa do jogo, a Rockstar obteve influências de diversos filmes de Hollywood nos mais diversos aspectos de história e personagens. Dan Houser comentou que a equipe assistiu "centenas de filmes para colocar a vibração da Califórnia no jogo", enquanto Garbut admitiu que ele e os desenvolvedores sempre foram "obcecados por qualquer filme relevante". Uma dessas influências veio do filme Boyz n the Hood (1991) com referências ao estilo gângster dos anos 1990. Além disso, um personagem não jogável (NPC) do jogo compartilha a mesma aparência de Tre Styles, o protagonista do filme. A representação dos conflitos entre gangues de Menace II Society (1993) e Colors (1988) também foram influências no retrato de gangues de Los Santos, com o último também servindo de inspiração para o enredo da C.R.A.S.H. Além disso, Sean Penn, irmão do dublador do personagem Eddie Pulaski, Chris Penn, é um dos personagens principais de Colors. A influência das sequências de ação de San Andreas vieram do filme Con Air (1997), principalmente em uma cena na última missão do jogo, "End of the Line", onde o antagonista Tenpenny tenta escapar com um caminhão de bombeiro. Ademais, em uma cena da missão "Reuniting the Families", na qual dois policiais jogam rosquinhas no chão antes de começar uma perseguição, também foi uma influência de Con Air. Outras influências e semelhanças vieram de filmes como New Jack City (1991), Juice (1992) e Casino (1995).

### Caracterização de personagens
Os personagens de San Andreas foram criados para se adequarem ao mundo do jogo. Assim como os dois jogos anteriores da franquia, San Andreas apresenta um elenco composto por vários atores, músicos e outras celebridades de Hollywood como dubladores, em papéis principais e secundários. Muitos deles são rappers da costa oeste, alguns dos quais, no momento do lançamento do jogo, eram famosos apenas em comunidades da música underground e mais tarde tornaram-se mais bem sucedidos. Sobre a decisão do protagonista ser um negro, ao contrário de seus antecessores, Sam Houser disse: "Nós imediatamente abraçamos [essa escolha] — eu não vi isso como um risco. [...] Naquela época, com certeza era um campo deixado para a indústria, mas, sabe, tenho orgulho de fazer coisas assim. E qualquer um que tenha um problema com isso, não queremos que você compre o jogo de qualquer maneira, cara, francamente." Sobre seu dublador, Dan Houser demonstrou desinteresse em colocar uma pessoa famosa e já conhecida em Hollywood, e queria encaixar uma voz que se adequasse ao personagem: "Não vamos colocar uma voz famosa ali só porque é uma voz famosa. Vamos conseguir alguém que soe perverso para o personagem e, se não for famoso, isso não nos incomoda em nada."
O protagonista Carl Johnson é dublado e interpretado por Young Maylay, à época um aspirante a rapper de Los Angeles em início de carreira. Maylay estava trabalhando em Nova Iorque quando recebeu um telefonema de seu amigo e co-escritor do jogo DJ Pooh, que estava em uma reunião com a equipe da Rockstar. Eles começaram uma conversa regular sobre música que, sem o conhecimento de Maylay, ocorria no viva-voz. A equipe da Rockstar ouviu a conversa e, depois que o diálogo entre os dois terminou, eles encorajaram Pooh a trazer Maylay para uma audição. Algumas semanas após a audição, a Rockstar revisou as fitas e decidiu pôr Maylay para o papel do personagem. Maylay achava que não fosse conseguir o trabalho, já que era a sua primeira vez realizando dublagens e havia muitas pessoas tentando conseguir o papel. Ao retratar o personagem, Maylay afirmou que se inspirou em sua própria vida: "[A equipe de desenvolvimento] queria um [homem de] Los Angeles autêntico, é de onde eu sou e eles sabiam disso, então foi isso que dei a eles. [...] Eu coloquei Maylay no CJ. Eu tentei ao máximo fazer dele o que eu sou, sem mudar muito o roteiro." A aparência física de CJ foi diretamente inspirada em Maylay, que também forneceu o trabalho de captura de movimentos. Quando questionado sobre a modelagem de Carl, Maylay afirmou que a equipe de desenvolvimento tirou fotos "muito profissionais" dele para modelar o personagem.
Os atores Faizon Love, Clifton Powell e MC Eiht atuaram, junto com Maylay, como os personagens principais da Grove Street: Sweet, Big Smoke e Ryder, respectivamente. Powell observou que a série Grand Theft Auto lhe deu a oportunidade de "conectar com uma geração mais jovem" e disse que utilizou de todas as suas "técnicas" para dar vida ao personagem Smoke: "Ao abordar qualquer projeto, trabalho para tornar o personagem crível e real. Eu nunca penso em ser um vilão, mas como posso chegar ao coração do personagem que estou interpretando. Tive de usar todas as técnicas que aprendi para dar vida a Big Smoke e ter certeza de que tinha o tom certo para seu personagem". Em relação à personalidade de Ryder, Eiht comparou-o com o personagem O-Dog, do filme Menace II Society, onde, neste longa-metragem, Eiht interpretou o personagem A-Wax: "Eu compararia Ryder mais com O-Dog do que com A-Wax, porque ele é mais imprudente e mais induzido por drogas. A-Wax ainda estava em baixa para a vizinhança, mas Ryder é um instigador, e ele gosta de estimular os outros personagens, especialmente seu amigo CJ. Ryder gosta de instigar e causar problemas. Ele está drogado e sempre fumando, além de estar ansioso para começar a criar problemas". Dan Houser elogiou a performance de Eiht, dizendo: "A entrega poderosa e divertida de Eiht garante que Ryder roube a cena. Desde o momento em que entramos no estúdio, sabíamos que ele iria nos surpreender com sua performance". A aparência de Ryder foi diretamente inspirada no rapper Eazy-E.
Personalidades já conhecidas no campo da atuação também fizeram participações importantes no jogo, incluindo os atores Samuel L. Jackson como o antagonista Frank Tenpenny, e James Woods como Mike Toreno. Em relação a uma polêmica relacionada a um conteúdo sexual oculto presente em San Andreas, Woods disse que pensaria melhor sobre se ele se relacionaria ou não com jogos eletrônicos. O ator David Cross, que fez o papel do personagem secundário Zero, se lembrou retrospectivamente de uma missão paralela — intitulada "Supply Lines" — que foi oferecida por seu personagem, e criticou o conteúdo dessa fase e sua atuação vocal, dizendo: "É a voz mais irritante que você pode imaginar, acompanhando isso. [...] Eu parei, tentei trapacear, não conseguia me ouvir, era muito chato. Tão chato. Eu odiava. E eu não poderia fazer isso, porra. A coisa do [avião] RC? ... É impossível". "Supply Lines" também foi fortemente criticada por outros jogadores por conta de sua dificuldade. O rapper Ice-T, que já atuou como si mesmo em jogos como UFC: Tapout (2002) e Def Jam: Fight for NY (2004), interpretou o personagem Madd Dogg em San Andreas, com sua personalidade sendo semelhante ao rapper Snoop Dogg. O ator Frank Vincent, reprisou o seu papel no personagem Salvatore Leone de Grand Theft Auto III. Quando interpretou mais uma vez o personagem em Grand Theft Auto: Liberty City Stories (2005), Vincent comparou a voz de Leone com a de outros mafiosos que ele interpretou ao longo dos anos: "Mais uma vez, voltamos às diferentes técnicas envolvidas em fazer narrações e atuar diante das câmeras. Quando você está agindo para a câmera, você realmente não pensa na sua voz. Você pensa em todo o instrumento — seu corpo, sua aparência e tudo o que você precisa fazer. Mas quando você está fazendo a narração, está pensando apenas na sua voz. Você realmente não pode comparar os dois meios diferentes. Eu trabalho na televisão e trabalho no cinema, e atuar são duas coisas diferentes".

### Aspectos técnicos e de jogabilidade

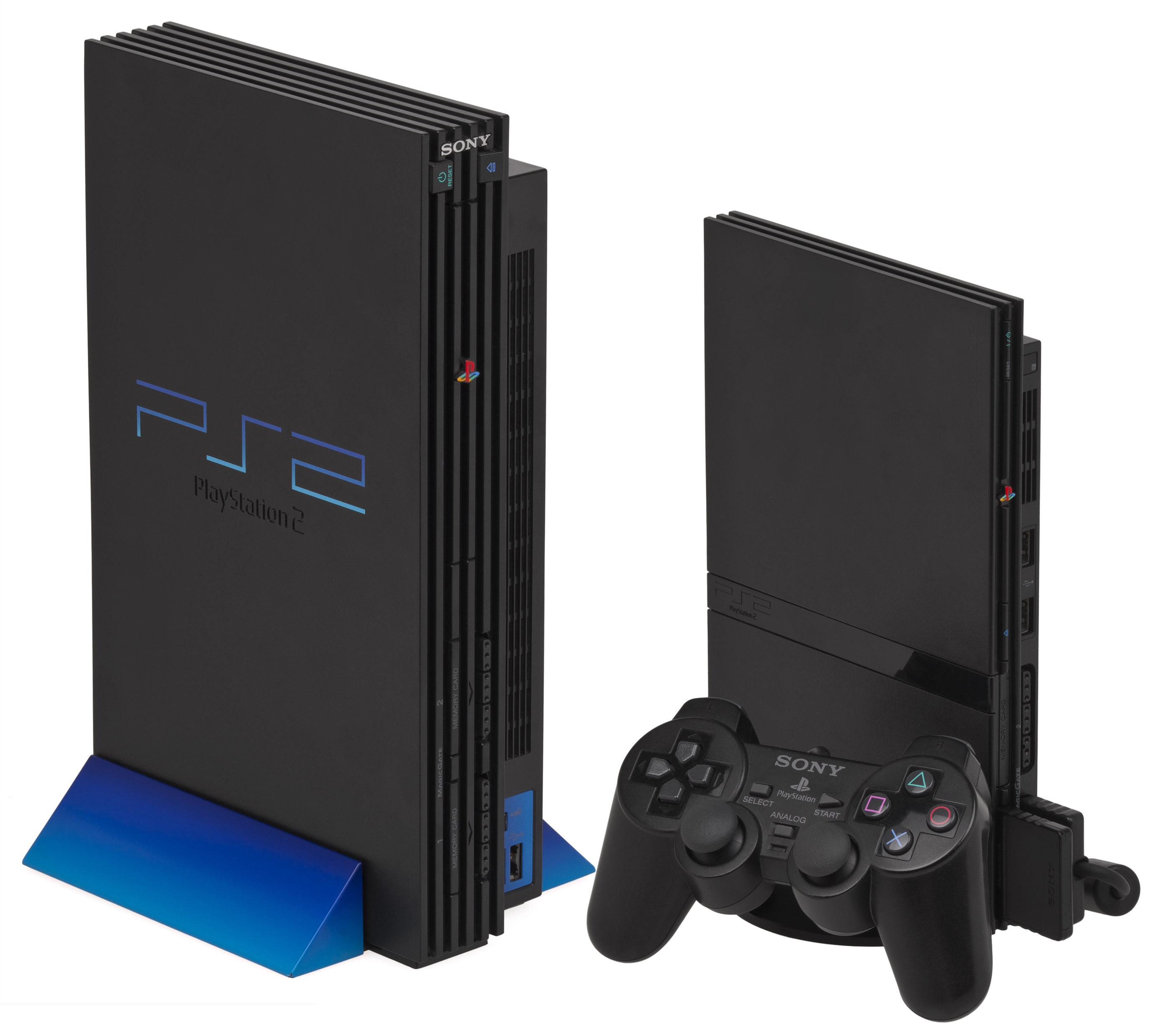
San Andreas foi o último Grand Theft Auto desenvolvido especificamente para o PlayStation 2, com os desenvolvedores almejando explorar todo o hardware do console.

San Andreas foi o último jogo da série Grand Theft Auto desenvolvido especificamente para o PlayStation 2; os lançamentos subsequentes para o console, Grand Theft Auto: Liberty City Stories (2005) e Grand Theft Auto: Vice City Stories (2006), foram portes da versão de PlayStation Portable de ambos. Com a vasta experiência adquirida ao desenvolver anteriormente Grand Theft Auto III e Vice City para o PlayStation 2, a equipe da Rockstar North queria explorar todo o hardware do console e definir quais limitações eram sustentáveis. O gerente de relações públicas da Rockstar, Hamish Brown, disse: "A Rockstar North está levando o hardware aos seus limites desta vez. Existem 30-50% mais polígonos na tela, o que resulta em um mundo que prospera e floresce como nunca antes". Assim como seus antecessores, a equipe utilizou o motor gráfico RenderWare, da Criterion Games. O motor foi aprimorado e oferece texturas reflexivas, iluminação e sombras dinâmicas mais detalhadas do que antes.
Uma nova tecnologia de streaming foi criada para San Andreas, servindo como assistência para fazer com que o jogo não possua telas de carregamento, exceto durante as transições entre ambientes internos e externos. Esta tecnologia foi criada para que a renderização do mapa não comprometesse a qualidade; Dan Houser disse: "Olhando para trás, para Vice City, tínhamos um mapa bastante grande, mas nem tudo era tão denso e interessante quanto poderia ter sido. Desta vez, cada pedaço do mapa parece muito mais nítido e tem muito mais coisas acontecendo". A inteligência artificial (IA) dos personagens não jogáveis (NPCs) foi aprimorada para permitir que cada um possua um tipo de animação própria, como dito por Dan Houser: "Estamos realmente tentando dar mais vida às cidades. Todo pedestre agora tem um cérebro. Eles têm uma IA muito mais refinada. Eles têm muito mais animações exclusivas, dependendo do tipo de pedestre e das atividades que realizam. Portanto, você não apenas verá muito mais pedestres, mas eles farão muito mais merda. Então, os caras que você vê no gueto e os caras que você vê no campo vão atuar e ter uma aparência diferente. Isso lhe dá mais vida do que antes".
Com os avanços da linguagem de script, a Rockstar adicionou elementos em San Andreas que não eram possíveis de serem colocados em Vice City. Segundo o projetista Chris Rothwell, os membros da equipe de programadores se "esforçaram continuamente para melhorar os conjuntos de recursos, eficiência e usabilidade do mecanismo de script em todo o desenvolvimento da série GTA". Com os avanços da tecnologia para época, Rothwell disse que a Rockstar conseguiu polir e melhorar de forma mais adequada as missões on-rails e cutscenes que possuem script, além de adicionar "incontáveis comandos específicos do jogo". Rothwell continuou dizendo:
"Muitos dos novos recursos de jogo em San Andreas só foram possíveis devido à avanços na linguagem de script. Por exemplo, os jogos de cassino e máquinas de jogos em 2D não eram viáveis em Vice City até que uma série de comandos de sprites de exibição de heads-up foram adicionados durante o desenvolvimento de San Andreas. Também havia muito poucas animações personalizadas usadas durante as missões em Vice City, mas para San Andreas tínhamos uma interface de script de animação totalmente nova. Esse sistema permitiu que os designers implementassem uma jogabilidade com muita animação codificada inteiramente na linguagem de script, como no jogo de sinuca, no basquete, no paraquedas e em várias outras áreas".
— Chris Rothwell, GameSpot, maio de 2006.
Diversos aspectos de jogabilidade que não existiam em títulos anteriores estão presentes em San Andreas. Sobre a ausência da natação em Grand Theft Auto III e Vice City, Dan Houser disse: "Nunca colocamos a capacidade de nadar antes. Ficamos chateados com as pessoas dizendo: 'Não podemos nadar'. Funciona bem [em San Andreas]. Portanto, se você cair de uma ponte, não vai se afogar. Mas, dito isso, não é um jogo de natação". A personalização foi amplamente aprimorada em relação à seus antecessores. Benzies disse que gostaria que cada jogador tivesse controle total sobre seus personagens: "Se eles não gostassem da maneira como ele se vestia, poderiam ganhar dinheiro suficiente para comprar roupas novas [...] Um recurso de tatuagem funciona de forma semelhante, só que a motivação é diferente. Se você estivesse em uma gangue, você faria uma tatuagem de gangue mostrando isso". A equipe da Rockstar trabalhou com o tatuador chicano Mister Cartoon, para explicar os aspectos culturais e filosóficos das tatuagens de gangue durante a década de 1990. Além disso, Cartoon também foi responsável por fazer a fonte do jogo. Apesar da variedade de customização de San Andreas, Brown disse: "Não é The Sims. Nós apenas pegamos um pouquinho disso para que você se importe com o personagem". O sistema de câmeras do jogo também foi aprimorado, permitindo que o jogador tenha total liberdade sobre o controle dela, independente do contexto.
Apesar da ampla variedades de recursos novos, a Rockstar queria adicionar mais coisas no jogo. No entanto, devido à limitações técnicas e da capacidade de memória do hardware do PlayStation 2, alguns recursos foram descartados. A Rockstar originalmente planejava que mais de um protagonista fosse jogável, conceito esse que foi implementado anos mais tarde em Grand Theft Auto V (2013). A equipe sentiu que, à época, não possuíam as capacidades técnicas para realizar tal feito, como explicado por Garbut: "Não funcionava de um ponto de vista técnico porque três personagens precisam de três vezes mais memória, três tipos de animação e assim por diante". Apesar da existência de um modo multijogador local, um modo on-line foi completamente descartado pela Rockstar na época do desenvolvimento de San Andreas, com Dan Houser afirmando, em junho de 2004, que o cenário do jogo era muito grande para ser colocado em um modelo on-line de forma eficiente naquela época. Dan Houser explicou: "Teríamos que sacrificar muito por isso. [...] Temos muitos roteiristas trabalhando em GTA e eles usam tantos cenários para construir a história — é impossível fazer isso em um jogo on-line, esse problema não foi resolvido". Na época, Dan Houser não descartou a probabilidade da franquia Grand Theft Auto de se dirigir para um modo on-line em algum momento no futuro, mas ele achava que o modo não estava pronto o suficiente para a jogabilidade que a franquia possuía. O modo on-line da franquia apareceu posteriormente pela primeira vez em Grand Theft Auto IV (2008) e seguidamente em Grand Theft Auto Online (2013).

### Música
Assim como os jogos antecessores, San Andreas possui uma extensa variedade de faixas musicais disponíveis, retiradas especialmente da época na qual o jogo é ambientado. O sistema utilizado para a música sofreu diversas melhorias a partir do que foi utilizado nos jogos anteriores da série. Se anteriormente cada estação de rádio era um único arquivo de som repetido, tocando as mesmas canções, anúncios e propagandas na mesma ordem, a cada vez, neste jogo cada "seção" é separada e combinada de maneira aleatória, permitindo que as canções sejam tocadas em ordens diferentes, fazendo com que os anúncios às canções mudem a cada vez que elas sejam anunciadas, e que eventos-chave para a trama sejam mencionados nas estações.
San Andreas é servido por onze estações de rádio que possuem mais de 150 faixas licenciadas: Bounce FM (funk), CSR (New Jack Swing, modern soul), K-DST (rock clássico), K-Jah West (dub e reggae), K-Rose (country music), Master Sounds 98.3 (rare groove, toca principalmente faixas antigas de funk e soul sampleadas por artistas de hip-hop dos anos 1990), Playback FM (hip hop clássico), Radio Los Santos (gangsta rap e hip hop da Costa Oeste), Radio X (rock alternativo e grunge), SF-UR (house) e WCTR (talk radio). As versões para dispositivos móveis, Microsoft Windows e Xbox do jogo incluem uma estação de rádio adicional, que apresenta suporte para trilhas sonoras customizadas, através de arquivos MP3 ou Ogg importados para o jogo pelo próprio usuário. Entre os artistas incluídos na trilha sonora estão 2Pac, Alice in Chains, Billy Idol, Cream, Danzig, Depeche Mode, Dr. Dre, Eazy-E, Faith No More, Guns N' Roses, Ice Cube, James Brown, Kiss, Lynyrd Skynyrd, N.W.A., Ozzy Osbourne, Rage Against the Machine, Snoop Dogg, Soundgarden, Stone Temple Pilots, The Who, Toots & the Maytals e Toto.
Um álbum da trilha sonora oficial do jogo, intitulado Grand Theft Auto: San Andreas Official Soundtrack, foi lançado internacionalmente em 23 de novembro de 2004 pela gravadora norte-americana Interscope Records. Foi lançada também, em 7 de dezembro de 2004, uma edição especial em oito discos, Grand Theft Auto: San Andreas Official Soundtrack Box Set, que inclui destaques das estações de rádio do jogo. Michael Hunter é o compositor da música-tema e de todas as canções incidentais de San Andreas.

## Lançamento

### Rumores e anúncio
Os rumores sobre um sucessor de Grand Theft Auto: Vice City surgiram em 2003. A IGN indicou naquele mesmo ano que a Rockstar estava "trabalhando em seu próximo Grand Theft Auto, mas não há muitos detalhes sobre isso." Da mesma forma, a Take-Two Interactive anunciou que o próximo Grand Theft Auto seria lançado na segunda metade do quarto trimestre fiscal de 2004, ou seja, entre agosto e outubro daquele ano. Também foi relatado que o título teria exclusividade com o PlayStation 2 durante os primeiros meses de lançamento.
Embora, naquela época, não houvesse mais informações sobre o enredo ou onde o jogo se passaria, já havia rumores de que seria ambientado em San Andreas ou Las Vegas. Rumores sobre um Grand Theft Auto em uma cidade de Nevada cresceram significativamente; o site de vendas on-line Amazon publicou um jogo intitulado Grand Theft Auto IV: Sin City — referindo-se à "cidade do pecado": Las Vegas — incluindo a data exata de lançamento e a possibilidade de compra em pré-venda. Posteriormente, em dezembro de 2003, a Take-Two registrou várias marcas comerciais com nomes envolvendo San Andreas, Bogotá e Tóquio, bem como "GTA 5", "GTA 6" e "GTA: Sin City". A imprensa relatou esses registros e especulou que era apenas uma manobra para manter os fãs dispersos sobre qual seria o título real do jogo. San Andreas foi oficialmente confirmado pela Rockstar no início de março de 2004, e sua data de lançamento provisória foi marcada para 19 e 22 de outubro daquele ano para a América do Norte e Europa, respectivamente.

### Divulgação
Em abril de 2004, foi relatado que San Andreas não estaria na edição de 2004 da Electronic Entertainment Expo (E3) e que informações para "varejistas importantes e publicações comerciais da indústria" seriam reveladas em junho. Em 12 de maio, em paralelo à E3, a Rockstar revelou em seu site as primeiras imagens do jogo. Além disso, foi confirmado que o título seria ambientado no início dos anos 1990 na Costa Oeste dos Estados Unidos e que o personagem principal da trama seria Carl Johnson, um membro de gangue que "é forçado a uma viagem que o levará por todo o estado de San Andreas, para salvar sua família e assumir o controle das ruas". Uma semana depois, a Rockstar fez uma parceria exclusiva com a revista Game Informer para divulgar aspectos técnicos e de jogabilidade do jogo. Em junho, a Rockstar colaborou com a Official UK PlayStation Magazine para divulgar detalhes sobre personalização e projeção técnica de San Andreas. Em julho, a capa oficial do jogo foi revelada, com um estilo de arte semelhante às capas de seus antecessores.
Em 20 de agosto de 2004, a Rockstar divulgou o primeiro trailer oficial de San Andreas. O trailer destaca a ambientação de Los Santos, como o letreiro da fictícia Vinewood, carros, restaurantes, gangues, entre outros. A canção "Jungle Fever", do grupo The Chakachas, foi utilizada no trailer. Três dias depois, a Rockstar lançou o site oficial do jogo. Em 9 de setembro, no relatório financeiro do terceiro trimestre da Take-Two do ano de 2004, foi anunciado que a data de lançamento seria adiada por uma semana. No mesmo comunicado, a empresa anunciou versões do jogo para Microsoft Windows e Xbox. Em 25 de setembro, o segundo trailer oficial de San Andreas foi divulgado. Este trailer destaca as sequências de ação, ambientes da cidade de San Fierro e Las Venturas, além de diferentes missões, com sua trilha sonora sendo ao som da canção "Welcome to the Jungle", da banda Guns 'N Roses. Um terceiro trailer foi divulgado em 19 de outubro. Em 20 de outubro, foi relatado pela imprensa que algumas cópias de uma versão específica de San Andreas haviam sido roubadas enquanto estavam sendo preparadas para distribuição em lojas de varejo nos Estados Unidos, sendo vazadas ilegalmente na internet antes do lançamento oficial do jogo. A Rockstar afirmou que iria "investigar agressivamente este assunto" e disse que não tinha planos de adiar a data de lançamento do jogo mais uma vez.
San Andreas foi lançado em 26 de outubro de 2004 na América do Norte, e em 29 de outubro na Europa e Austrália, exclusivamente para PlayStation 2. A Rockstar encomendou anúncios pintados à mão para promover o jogo em todo o mundo no final de 2004; um em Melbourne, Austrália, permaneceu parcialmente visível em 2020. No Japão, seu lançamento aconteceu em 25 de janeiro de 2007 e sua distribuição foi realizada pela Capcom.

### Special Edition
Grand Theft Auto: San Andreas Special Edition é uma edição especial do jogo original, lançado próximo ao aniversário de um ano de San Andreas em outubro de 2005, exclusivamente para PlayStation 2. Esta edição é composta por três discos, o primeiro sendo o jogo original com a ausência de um conteúdo sexual oculto, o segundo sendo um curta-metragem chamado The Introduction, e o terceiro sendo o documentário live-action Sunday Drive, que retrata a cultura de personalização de carros — um dos elementos destaques no jogo. Além disso, um trailer de Grand Theft Auto: Liberty City Stories está incluso como um conteúdo extra nesse relançamento.

#### Curta-metragemThe Introduction
Como parte do relançamento San Andreas Special Edition e de San Andreas Official Soundtrack, um curta-metragem de 21 minutos feito através do motor de jogo de San Andreas, intitulado The Introduction, incorpora locações tanto do jogo quanto de Grand Theft Auto III, e se concentra em eventos que acontecem antes do início da história principal, fornecendo informações sobre vários personagens de San Andreas antes de CJ se encontrar e reunir-se com eles. A maioria dos detalhes-chave do enredo são explicados neste filme, como a queda da Grove Street Families; a traição de Big Smoke e Ryder à gangue e sua alianças com a C.R.A.S.H., os Ballas e a Loco Syndicate; a vida de CJ em Liberty City; o assassinato do oficial Ralph Pendelbury pela C.R.A.S.H; a chegada de Kent Paul e Maccer a San Andreas para uma turnê de concertos; as circunstâncias que envolveram a construção do cassino da Máfia em Las Venturas; e o fatídico tiroteio que assassinou a mãe de CJ, Beverly, que o determina a voltar para Los Santos. A GameSpot recomendou o curta-metragem para os fãs da série; Chris Carle, da IGN, gostou da dublagem, mas achou a narrativa pouco convincente e sentiu que o filme por si só não valia a pena comprar a edição especial.

### Adaptações e remasterizações
Versões para Microsoft Windows e Xbox de San Andreas foram lançadas simultaneamente em 7 de junho de 2005 na América do Norte e em 10 de junho na Europa. Estas versões suportam maiores resoluções de tela, melhor visualização de objetos distantes, texturas mais detalhadas, possibilidade de ter uma estação de rádio personalizável, função de replay de trinta segundos, entre outros recursos novos. Por meio de uma compilação especial, San Andreas foi relançado para Xbox, juntamente com Grand Theft Auto III e Vice City em Grand Theft Auto: The Trilogy, lançada em 18 de outubro de 2005 na América do Norte e em 4 de novembro na Europa. San Andreas foi disponibilizado na plataforma de distribuição digital Steam em janeiro de 2008. Em outubro desse mesmo ano, a versão original de Xbox foi lançada para Xbox 360 como um porte emulado e parte da linha Xbox Originals, estando disponível para download através da Xbox Live Marketplace. Dois anos mais tarde, a coletânea The Trilogy foi também lançada para Mac OS X em 12 de novembro de 2010. Em dezembro de 2012, San Andreas esteve disponível na PlayStation Store do PlayStation 3 como parte da linha PS2 Classic, tratando-se de uma emulação da versão original de PlayStation 2.
Uma remasterização de San Andreas, desenvolvida pela War Drum Studios para dispositivos móveis iOS, foi lançada em 12 de dezembro de 2013. Foi seguida por portes para dispositivos Android em 19 de dezembro de 2013, Windows Phone em 27 de janeiro de 2014, e Fire OS em 15 de maio de 2014. As atualizações e melhorias do jogo original incluem gráficos remasterizados, consistindo em sombras dinâmicas e detalhadas, maior distância de visão, uma paleta de cores mais enriquecida, além de personagens e modelos de carros aprimorados. No aniversário de dez anos do jogo, em 26 de outubro de 2014, a versão original de Xbox para Xbox 360 foi removida da Xbox Live Marketplace e substituída por um porte da versão móvel do jogo. Apresenta resolução de vídeo em HD 720p, distância de visão aprimorada, um sistema de checkpoints, uma nova interface de menu e sistema de conquistas. Um lançamento físico aconteceu em 30 de junho de 2015 na América do Norte, e em 17 de julho em outros territórios, sob a linha Platinum Hits. Uma versão semelhante também foi lançada para PlayStation 3 em 1º de dezembro de 2015, substituindo o PS2 Classic na PlayStation Store. Um lançamento físico dessa versão aconteceu no mesmo dia, e recebeu status de Greatest Hits na América do Norte. A versão original para PlayStation 2 foi lançada para PlayStation 4 via emulação em 5 de dezembro de 2015.
Uma versão aprimorada de The Trilogy com o subtítulo The Definitive Edition, que inclui San Andreas, foi lançada para Microsoft Windows, Nintendo Switch, PlayStation 4, PlayStation 5, Xbox One e Xbox Series X/S em 11 de novembro de 2021; versões para dispositivos Android e iOS foram lançadas em 14 de dezembro de 2023. As versões existentes do jogo foram removidas das lojas digitais em preparação para o lançamento de The Definitive Edition, mas foram posteriormente restauradas como um pacote na Rockstar Store. Em outubro de 2021, a Meta Platforms anunciou que uma versão em realidade virtual (VR) do jogo estava em desenvolvimento para o Quest 2 pela Video Games Deluxe. Após o lançamento do Meta Quest 3 em outubro de 2023, os jogadores questionaram o status da versão de VR, com alguns suspeitando que ela poderia ter sido silenciosamente cancelada; a Meta disse que não tinha nenhuma atualização para passar no momento.

## Recepção

### Inicial
Grand Theft Auto: San Andreas foi aclamado pela crítica ao ser lançado. No agregador de resenhas Metacritic, o título tem uma pontuação média de 95/100 para sua versão original de PlayStation 2, com base em 80 avaliações, indicando "aclamação universal". Foi o jogo de PlayStation 2 com a maior pontuação no Metacritic em 2004, e o segundo com a maior pontuação no geral naquele ano, atrás de Half-Life 2. Além disso, é o quinto jogo mais bem avaliado da história do PlayStation 2, empatado com uma série de outros. Os revisores elogiaram principalmente a sua trilha sonora, jogabilidade, história, dublagem e projeto de mundo aberto, apesar de alguns terem criticado certos aspectos visuais e problemas técnicos. Escrevendo para a IGN, Jeremy Dunham descreveu-o como o "melhor jogo de PlayStation 2 já feito" e "uma peça de software definitiva" para a plataforma, dando-lhe uma nota 9,9/10 — a maior pontuação já dada a um jogo de PlayStation 2 pela publicação. O editor Andrew Reiner, da Game Informer, comentou que San Andreas "definirá uma geração e mudará para sempre a maneira como vemos os jogos eletrônicos" e disse que era "um dos melhores jogos" que ele já jogou. Crispin Boyer, da Electronic Gaming Monthly, descreveu-o como uma "obra-prima", enquanto que Jeff Gerstmann, da GameSpot, achou que o título "faz jus ao nome Grand Theft Auto [...] é, sem dúvida, o melhor jogo da série".
Muitos revisores elogiaram o tamanho e a fidelidade do mundo de San Andreas. Vicious Sid, da GamePro, disse que a principal vantagem de San Andreas em relação a Vice City é o tamanho de seu mapa, enquanto que Mark Hoogland, da AllGame, observou que o seu "enorme mundo" é a melhor parte do jogo. Reiner disse que o mundo de San Andreas é tão "expansivo" que o "sentimento de 'eu não vi nada ainda' anda constantemente com você", ao mesmo tempo que Gerstmann achou que o tamanho de seu mapa é "controlado de forma inteligente", analisando que cada cidade parece ser diferente da outra. Mikel Reparaz, da GamesRadar+, comentou que o jogo apresenta "um dos mundos virtuais mais convincentes já criados", enquanto que Miguel Lopez, da GameSpy, disse que a Rockstar "capturou com sucesso o tom da Costa Oeste americana" do início dos anos 1990. Apesar dos elogios, alguns ficaram menos entusiasmados com a execução de alguns elementos visuais e técnicos do mapa. Dan Hsu, da Electronic Gaming Monthly, disse que apesar de "várias melhorias gráficas", ele achou que os seus gráficos eram "desatualizados", enquanto que Sid criticou o novo sistema de renderização dinâmica do jogo, que adiciona e subtrai objetos do mundo em tempo real, resultando em um "comportamento visual errático, como edifícios ou objetos aparecendo ou desaparecendo sem motivo aparente". Além disso, Sid também notou que a taxa de quadros "instável" do jogo, sofre dos mesmos problemas de seus antecessores. Tom Bramwell, da Eurogamer, também criticou a sua taxa de quadros, chamando-as de "estupidamente baixas". Apesar dessas observações, Dunham se posicionou em defesa do jogo, dizendo que a quantidade de elementos compostos no mapa para o PlayStation 2 era "tão impressionante que [a presença de tais problemas] é mais do que perdoável".

A escala do mundo de San Andreas em comparação com seus antecessores, bem como as representações das cidades de Los Santos (acima), San Fierro (centro) e Las Venturas (abaixo) foram amplamente aclamadas pela crítica.

Os analistas elogiaram o seu enredo e suas missões. Lopez chamou a sua história de "convincente", e achou que as missões de San Fierro são as "mais bem escritas do jogo". Reiner disse que a maneira da Rockstar de contar histórias, mesclando referências a cultura popular com um tom de seriedade, é um dos pontos de "destaque" do título. Hoogland chamou o seu enredo de "interessante", com Reparaz comentando que a sua história é "épica". Dunham disse que San Andreas oferece "mais horas de entretenimento do que todos os Grand Theft Autos anteriores combinados", e achou que o jogo possui uma narrativa superior em relação a seus antecessores. Gerstmann disse que suas missões "são muito mais emocionantes, em média, do que em alguns jogos anteriores da série GTA. Além disso, o jogo é muito melhor em definir o que, exatamente, precisa ser feito". Joe Dodson, da Game Revolution, disse que San Andreas possui "algumas das missões mais loucas e envolventes de todos os tempos", mas comentou que a ausência de checkpoints após o fracasso de alguma missão pode "irritar" os jogadores em alguns momentos. Lopez também se sentiu chateado pela falta de checkpoints, dizendo que "dirigir para uma missão e ter que começar de novo" poderia ter sido corrigido "por uma opção de 'reiniciar a última missão' no menu de pausa". Sid disse que não enxergava nenhuma explicação do motivo da Rockstar ter removido o sistema de checkpoint de Vice City, que permitia que os jogadores reiniciassem "sem esforços" missões fracassadas entrando em táxis.
Reparaz caracterizou o protagonista Carl Johnson como um "anti-herói extremamente simpático", enquanto que John Davison, da Electronic Gaming Monthly, descreveu-o como "indiscutivelmente um dos personagens de jogos eletrônicos mais completos que já apareceu em uma tela". Lopez achou que a performance de Young Maylay como o protagonista foi "excelente", com Dodson dizendo que sua atuação "fará de CJ um dos personagens mais memoráveis de todos os tempos". Dunham achou que Maylay "é perfeito em seu papel como CJ", enquanto que Gerstmann considerou que a escalação de "um rapper relativamente desconhecido" foi certeira para o papel do personagem, dizendo que ele possui "uma excelente atuação". Além de seus elogios a Maylay, Gerstmann apreciou o desempenho de James Woods como o personagem Mike Toreno, chamando-o de "absolutamente incrível em seu papel". Reiner disse que a atuação de Samuel L. Jackson como Frank Tenpenny é tão memorável quanto o seu trabalho como Jules Winnfield em Pulp Fiction (1994). Hsu descreveu a dublagem do jogo como "incrível, com várias personalidades de renome ajudando a cimentar os jogos eletrônicos como uma forma de arte legítima como muitos filmes". Gerstmann denotou o elenco como "fantástico", enquanto que Lopez disse que o "elenco talentoso dá a San Andreas um ar de legitimidade incomparável entre os outros jogos". Sid elogiou os desempenhos de Samuel L. Jackson e Chris Penn, como "capazes de extrair um pouco de energia de seus papéis de policiais corruptos da cidade" e disse que James Woods "brilha como sempre", mas achou que muitos dos dubladores coadjuvantes soam "apenas desconfortáveis e pouco convincentes".
A sua trilha sonora foi bastante elogiada. Hsu disse que sua música supera o que Grand Theft Auto III e Vice City "já fizeram incrivelmente bem", enquanto que Matt Miller, da Game Informer, achou que o "tom divertido" do enredo "se estende à uma trilha sonora musical fenomenalmente diversa, onde até mesmo a escolha da música parece zombar da correção política que une a mídia mais popular atualmente". Dodson disse que "as estações de rádio fornecem uma trilha sonora esquizofrênica para suas aventuras no pandemônio", fornecendo uma "refeição sonora incrível". Dunham descreveu a sua trilha sonora como "forte e, em muitos aspectos, muito melhor do que a de Vice City". Em contrapartida, alguns revisores acharam sua música inferior àquela presente em Vice City. Lopez disse que a sua trilha sonora "não é executada tão bem", considerando que a música de Vice City "foi um documento legítimo do período em que foi ambientada", a música de San Andreas "é muito mais dispersa". Gerstmann compartilhou a mesma opinião, dizendo que San Andreas "contém algumas estações de rádio bem fortes, mas a seleção geral é um pouco dispersa" e achou que sua trilha sonora "não é tão coesa quanto a de Vice City".
Certas adições e elementos de jogabilidade foram bem vindas pelos críticos. Hoogland disse que os recursos mais "promissores oferecidos em Vice City — voo, motocicletas e várias roupas, por exemplo — foram todos aperfeiçoados em San Andreas". Reiner opinou que a jogabilidade do jogo "melhorou dramaticamente" em relação a seus antecessores, enquanto que Sid considerou que o acréscimo da habilidade de natação foi "um acréscimo há muito esperado à jogabilidade e torna o processo de pilotar barcos muito menos frustrante". Sid também notou melhorias no combate corpo-a-corpo, visão que também foi compartilhada por Dunham, que comentou que tal mecânica foi "drasticamente atualizada". Gerstmann percebeu que o seu sistema de mira recebeu uma "ligeira revisão que o faz parecer mais com a mira de Manhunt". Apesar disso, alguns criticaram seu sistema de mira automática, com Reparaz comentando que a mira "tende a travar na pessoa mais próxima, ao invés da ameaça mais próxima". Outros revisores também criticaram seu sistema de stealth, com Sid dizendo que a mecânica "não foi polida o suficiente". O modo multijogador cooperativo para dois jogadores foi recebido com um tom positivo. Reiner considerou esse acréscimo como um "bônus legal". Já Dodson comentou que embora "não haja muito o que fazer além de levantar o inferno, chutar traseiros e lutar contra policiais com duas pessoas", é um modo "bastante divertido". No entanto, ele achou que a câmera neste modo é "mais irritante do que nunca", já que o recurso não é em tela dividida. Gerstmann observou que embora o conceito de um modo multijogador em um Grand Theft Auto seja "bastante alucinante", a implementação aqui o torna mais uma pequena adição "divertida" que "contribui para a sensação de que o jogo tem um milhão de coisas diferentes para você descobrir".

### Versões para Windows e Xbox
Os relançamentos de San Andreas para Microsoft Windows e Xbox também receberam aclamação da crítica. O Metacritic calculou uma nota média de 93/100 baseado em 58 avaliações para a versão de Xbox e 47 resenhas para a versão de Windows. Os revisores elogiaram as suas taxas de quadros mais estáveis, melhorias visuais, resolução de tela mais alta e tempos de carregamento mais curtos, além da possibilidade de estação de rádio personalizada e recurso de replay. Entretanto, muitos citaram problemas técnicos em ambas as versões.
Matt Miller, da Game Informer, disse que a versão de Windows corrigiu muitos problemas de pop-up da versão original de PlayStation 2, e observou que ambas as versões "mostram melhorias perceptíveis no departamento gráfico, especialmente no domínio da luz e sombra". Entretanto, Miller observou que a versão de Xbox "ainda tem muitos problemas na distância de visão", mais do que ele gostaria de ver numa plataforma mais "potente". Joe Dodson, da Game Revolution, elogiou as resoluções mais altas presentes na versão de Windows, fator que também foi elogiado por Jeff Gerstmann, da GameSpot. Gerstmann notou alguns problemas na resolução em 480p na versão de Xbox, dizendo que quando habilitada, "o aliasing fica fora de controle"; entretanto, o revisor comentou que na resolução padrão "o jogo geralmente parece ótimo". Seus tempos de carregamento mais rápidos foram elogiados por Dan Adams, da IGN, dizendo que na versão de Windows, ele nunca esperou "mais do que uma fração de segundo para o mundo do jogo carregar ao entrar ou sair de um edifício". Sal 'Sluggo' Accardo, da GameSpy, disse que os tempos de carregamento mais rápidos da versão de Windows foram "uma grande melhoria em relação à versão de PS2". Já no Xbox, Gerstmann disse que os tempos de carregamento "não parecem ser muito mais rápidos do que no PlayStation 2", e estranhou a presença de "uma mensagem de carregamento aparecendo ocasionalmente na tela, mesmo em situações em que os tempos de carregamento deveriam estar ocultos, como ao mudar seu penteado".
Dodson disse que o esquema de controles do porte para Xbox "funciona perfeitamente", enquanto que Accardo elogiou os controles com mouse e teclado do Windows, dizendo que não conseguiria mais se imaginar "jogando San Andreas em um console". Dodson chamou a exclusão da mira automática da versão de Windows como uma "arma de dois gumes, devido ao fato de que os inimigos não são inteligentes ou letais o suficiente para lidar com alguém que pode atirar neles regularmente na cabeça", mas achou que a mira livre melhorou o combate. Da mesma forma que Dodson notou a ausência de checkpoints na versão original de PlayStation 2, ele também criticou a ausência de tal elemento nos relançamentos. Miller elogiou a taxa de quadros mais estável de ambas as versões. Adams criticou a inteligência artificial durante o combate, observando que não foi aperfeiçoada desde sua versão original, e disse que os jogadores que estão acostumados com jogos para Windows como Far Cry e Half-Life 2 notarão "uma enorme diferença no nível de inteligência dos inimigos". A inclusão de uma estação de rádio personalizada e do recurso de replay foi elogiada por Miller, chamando-as de "adições interessantes". Will Tuttle, da GameSpy, disse que a trilha personalizada foi uma "grande adição ao jogo", mas achou uma pena o fato da versão de Xbox não salvar os replays, ao contrário da versão de Windows. Gerstmann disse que a "estranheza visual" no Xbox e um "punhado de problemas técnicos" no Windows "impedem que qualquer uma das [duas] versões seja a melhor do grupo". Um aspecto elogiado por Gerstmann foi na versão física do jogo para Windows, dizendo que sua embalagem é "uma das mais legais que existe para jogos de PC".

### Versão portátil
As versões para dispositivos móveis de San Andreas receberam uma resposta positiva. O Metacritic calculou uma pontuação média de 84/100 para a sua versão de iOS, baseando-se em 23 avaliações. Os revisores elogiaram suas melhorias gráficas, e a presença de checkpoints, mas ficaram divididos em relação aos seus controles em uma tela sensível ao toque.
Francesco Serino, da Eurogamer italiana, notou "melhorias gráficas envolvendo efeitos de luz, refração e texturas esfregadas" neste porte, e disse que usuários de iPhone de 5ª geração ou um iPad de 4ª geração, podem "aproveitar de um sombreamento em tempo real". No entanto, Serino disse que usuários de dispositivos um pouco inferiores podem ter "quedas perceptíveis na fluidez durante as sequências mais animadas". Eli Hodapp, da TouchArcade, elogiou a distância de visão e sua taxa de quadros, bem como os tempos de carregamento e o modelo do protagonista. Leif Johnson, da IGN, elogiou os seus efeitos de iluminação aprimorados e distâncias de visão, mas considerou como "datadas" as texturas e modelos dos personagens. Roger Hargreaves, da Metro, notou que a presença de checkpoints auxiliam os jogadores nas missões da história. A presença de checkpoints também foi elogiada por Serino e Johnson.
Os controles em telas sensíveis ao toque receberam avaliações mistas. Serino chamou os controles sensíveis ao toque como uma "grande limitação", enquanto que Johnson disse que esse é "o maior problema desse porte". Hargreaves, também criticou os controles sensíveis ao toque, mas opinou que o suporte a controles físicos reais ajudam a "contornar o problema intratável da tela sensível ao toque". Por outro lado, Mark Brown, da Pocket Gamer, opinou que os controles da tela de toque "funcionam bem, mesmo sob estresse", enquanto que Hodapp disse que os controles "são bons o suficiente", mas achou que o jogo funciona "definitivamente 'melhor' com controles físicos".

### Vendas
San Andreas vendeu 2,06 milhões de unidades em seis dias após seu lançamento nos Estados Unidos. No Reino Unido, vendeu cerca de 677 mil cópias e arrecadou 24 milhões de euros em dois dias, quebrando o recorde anteriormente estabelecido por Vice City como o jogo mais vendido de todos os tempos em seu primeiro final de semana de lançamento em território britânico. O jogo gerou aproximadamente 235 milhões de dólares em receita em sua primeira semana de lançamento. Em nove dias, as vendas de San Andreas no Reino Unido ultrapassaram a casa do milhão. Foi o jogo mais vendido de 2004, com 5,1 milhões de cópias vendidas nos Estados Unidos, e mais de 1,75 milhão de unidades comercializadas no Reino Unido.
Até março de 2005, San Andreas havia vendido mais de 12 milhões de unidades apenas para o PlayStation 2, tornando-se o jogo mais vendido do console. O jogo recebeu um prêmio de vendas "Diamante" da Entertainment and Leisure Software Publishers Association (ELSPA), indicando vendas de pelo menos um milhão de cópias no Reino Unido. De acordo com a Take-Two Interactive, San Andreas havia vendido 21,5 milhões de unidades até março de 2008. Em fevereiro de 2009, o Guinness World Records 2009 Gamer's Edition o listou como o jogo de PlayStation 2 de maior sucesso de todos os tempos, com 17,33 milhões de cópias vendidas apenas para esse console. Em 2011, a Kotaku relatou que, de acordo com a Rockstar Games, San Andreas havia vendido 27,5 milhões de cópias em todo o mundo, se tornando um dos jogos mais vendidos de todos os tempos.

### Prêmios e indicações
San Andreas recebeu múltiplos prêmios e indicações de publicações e premiações de jogos eletrônicos, incluindo alguns de Jogo do Ano. Antes de seu lançamento, a IGN nomeou-o entre os jogos mais aguardados de 2004. Na Spike Video Game Awards 2004, o jogo recebeu cinco indicações e ganhou quatro prêmios: "Jogo do Ano", "Melhor Jogo de Ação", "Melhor Trilha Sonora" e "Melhor Performance Masculina" para Samuel L. Jackson como Frank Tenpenny. O jogo recebeu seis indicações no 8.º Interactive Achievement Awards, vencendo nas categorias de "Excelência em Trilha Sonora" e "Jogo de Console de Ação-aventura do Ano". O jogo foi ainda indicado em seis categorias no 2.º British Academy Games Awards e em quatro no 5.º Game Developers Choice Awards. San Andreas foi o grande vencedor do Golden Joystick Awards de 2005, vencendo nas categorias de "Jogo do Ano", "Jogo de PlayStation 2 do Ano", "Melhor Trilha Sonora de um Jogo em 2005", "Herói de 2005" para o protagonista Carl Johnson, e "Vilão de 2005" para o antagonista Tenpenny.

## Controvérsias

### Hot Coffee

O Hot Coffee trata-se de uma modificação lançada em junho de 2005 para San Andreas, que permitia o destravamento de um conteúdo sexualmente explícito originalmente oculto no jogo.

Em meados de junho de 2005, um jogador regular chamado Patrick Wildenborg — sob o pseudônimo de "PatrickW" — encontrou, dentro dos arquivos do jogo na sua versão de Windows, um minijogo programado que não foi usado na versão final do título. O minijogo acabou sendo desbloqueado com uma modificação chamada "Hot Coffee" (em português: "Café Quente") e foi disponibilizada na internet como um patch. O título da modificação faz referência ao fato das namoradas do protagonista o convidarem para "tomar um café" após um encontro. No jogo original, se o jogador concordar em entrar na casa da mulher em questão, a câmera simplesmente focaliza na casa em que o personagem está e acaba tremendo em certos momentos, enquanto gemidos acabam sendo ouvidos ao fundo. No entanto, se o patch for ativado, o jogador, após aceitar o convite, pode ver e participar de uma relação sexual rude e intrincada, bem como outras cenas incluindo uso de dildo e masturbação. Após o incidente, a Entertainment Software Rating Board (ESRB), uma organização que é responsável por classificar os jogos eletrônicos da região norte-americana, acabou mudando a faixa etária do jogo, alterando o rótulo de "Mature" (M) — acima de 17 anos — para "Adults Only" (AO) — somente para adultos. Isso acabou fazendo de San Andreas o único jogo de console de venda em massa classificado como "AO" nos Estados Unidos.
A Rockstar optou por parar de fabricar esta versão do jogo, removendo qualquer conteúdo considerado controverso. A empresa deu aos seus distribuidores duas opções: manter as classificações adultas das cópias que já estavam à venda ou devolvê-las e remover todo o patch e seus conteúdo deles. Diante disso, muitas lojas que vendem jogos eletrônicos retiraram o título de suas prateleiras, devido a certas diretrizes que regulamentavam a venda de jogos com uma classificação "AO". Da mesma forma, a Office of Film and Literature Classification da Austrália cancelou sua classificação original "MA15+", o que significa que o jogo não poderia mais ser vendido naquele país. A Rockstar North acabou lançando um patch chamado "Cold Coffee" (em português: "Café Frio") dois meses após o escândalo. Para a versão de Windows, o jogo foi relançado com as cenas do Hot Coffee excluídas, permitindo que o título recuperasse sua classificação "M". As versões de PlayStation 2 e de Xbox também foram relançadas, de forma que a modificação não aparecesse nas versões Greatest Hits, Platinum Edition e The Trilogy, bem como na Special Edition para PlayStation 2.
Em 8 de novembro de 2007, a Take-Two anunciou uma proposta de acordo para a ação coletiva que surgiu contra eles na sequência da controvérsia do Hot Coffee. O processo foi finalmente aceito, embora a Take-Two e a Rockstar não tenham admitidos terem cometido um crime ou responsabilidade em cima disso. Além disso, os consumidores tiveram a opção de trocar seus jogos com classificação "AO" por versões com classificação "M", bem como obter um reembolso de 35 dólares se concordassem em assinar uma declaração judicial. Um relatório do The New York Times, datado de 25 de junho de 2008, menciona que um total de 2.676 reembolsos foram feitos para a mudança de título durante os dois meses anteriores. De acordo com a Take-Two, em 2006 foi feito um pagamento de 20 milhões de dólares por danos ao consumidor, o que levou a empresa a ser submetida a um estatuto jurídico mais severo, que estipulou que, em caso de violação das disposições da reclamação, a empresa teria que pagar um adicional de 11 mil dólares por cada cobrança ajuizada.

### Violência e estereótipos raciais
San Andreas foi alvo de críticas devido ao seu conteúdo violento e certos estereótipos raciais presentes em seu enredo e cenário. Um estudo realizado pelo jornal acadêmico Games and Culture com diferentes grupos de jovens engajados no jogo descobriu que "eles não recebem passivamente as suas imagens e conteúdo"; a publicação observou que a representação das comunidades afro-americanas e latinas do jogo como centros de violência e criminalidade "reifica estereótipos discriminatórios e fornece aos jovens adolescentes modelos de papel negativos". O The New York Times comentou que San Andreas "ressalta o que alguns críticos consideram uma tendência perturbadora: jogos populares que reproduzem estereótipos raciais, incluindo imagens de jovens negros cometendo crimes e se divertindo com violência nas ruas". Em contrapartida, a Wired viu o alegado estereótipo como irônico, enquanto que a Kotaku observou que a história do jogo pode ser tratada com personagens de origens étnicas diferentes.

### Ação judicial de Michael Washington
Um processo isolado contra a Take-Two ocorreu no final de 2012, no qual o cantor Michael "Shagg" Washington, vocalista do grupo de rap Cypress Hill, alegou na corte da Califórnia que Carl Johnson foi desenhado com base em sua vida, história pessoal e aparência física. Como resultado dos danos que recebeu, ele solicitou uma indenização de 250 milhões de dólares por abuso contra ele. Como prova, ele afirmou que em 2003 se reuniu com um grupo de desenvolvedores de jogos, com quem discutiu seu passado como lutador e como integrante de gangue de rua. Durante o referido encontro, o cantor cedeu-lhes uma foto sua, que acabou no arquivo de sua defesa; além disso, aparece nos créditos do jogo para a versão de Windows como um modelo básico para os personagens. No entanto, o juiz determinou que as evidências não eram suficientes, uma vez que o demandante deveria apresentar indícios como tatuagens, marcas de nascença ou outros tipos de características físicas. À luz disso, a Take-Two usou uma emenda descrevendo que o uso de personagens "transformativos" exclui qualquer tipo de base concreta para seu design. Como a lei da Califórnia invoca tais regulamentações, a empresa acabou vencendo a ação, ao qual o juiz decidiu que, na ausência de provas conclusivas, Washington não merecia o dinheiro por danos.

### GTA: "Briga de Torcida"
Em 2011, uma modificação Online de 2009 conhecida como "GTA Torcidas" foi alvo de críticas pela mídia brasileira, no jogo, personagens controlados por jogadores com as roupas trocadas por times reais poderiam agredir torcedores rivais em vários lugares diferentes enquanto fugiam da polícia e de outras autoridades, fazendo com o jogo oficial fosse proibido em várias cidades como em Goiânia por ser visto como de "Mal Gosto". 
Os criadores da modificação, ao serem questionados pelo conteúdo, alegaram que não queriam promover a violência e o “Mod” foi feito para fins de entretenimento. Já as torcidas organizadas e especialistas repudiaram a ideia e afirmaram a incitação aos crimes reais. 

### Edições Falsificadas
A versão de PlayStation 2 do jogo foi conhecida por suas diversas modificações piratas distribuídas em Bancas e comércios informais em vário países como o Brasil e posteriormente por meio de emulação, muita delas se passando por mapas oficiais ou Ports de jogos da franquia, as cópias mais famosas são Rio de Janeiro, Cidade de Deus e Tropa De elite, muitas delas produzidas pelo site brasileiro Geomatrix do Bomba Patch.

## Legado
San Andreas é considerado pelos críticos como um título importante da sexta geração de consoles e um dos melhores jogos do PlayStation 2. Diversas publicações consideraram San Andreas como o melhor jogo de PlayStation 2 de todos os tempos, incluindo a Complex, Game Informer, Game Revolution, GameSpy, GamesRadar+ e IGN. O The Guardian considerou San Andreas como o melhor jogo da década de 2000, dizendo que o título "redefiniu todo o conceito de jogos eletrônicos de mundo aberto e proporcionou uma liberdade incomparável de expressão e experiência para os jogadores". O jogo também entrou em diversas listas de melhores jogos de todos os tempos; Em 2005, a The Age ranqueou San Andreas em quinto lugar em sua lista dos "50 Melhores Jogos" já feitos. O título também figurou em listas de melhores jogos da história de outras publicações, incluindo a IGN, Slant Magazine, Power Unlimited, GamesRadar+, GamingBolt, Game Informer, GamesTM, Jeuxvideo e Polygon.
Após o sucesso de San Andreas, a Rockstar lançou dois jogos portáteis da Rockstar Leeds — Grand Theft Auto: Liberty City Stories, ambientado no final dos anos 1990, e Grand Theft Auto: Vice City Stories no início dos anos 1980. Ambos foram desenvolvidos para o console portátil PlayStation Portable e projetados como prequências de Grand Theft Auto III e Vice City, respectivamente, embora eliminando alguns elementos introduzidos em San Andreas, como a necessidade de comer, fazer exercícios e nadar (embora Vice City Stories possua uma capacidade de natação limitada). A série continuaria com Grand Theft Auto IV, de 2008, e Grand Theft Auto V, de 2013.
San Andreas marcou o auge tecnológico da era de Grand Theft Auto III, embora a equipe de desenvolvimento acreditasse que o design de seu cenário, incorporando três cidades baseadas em suas contrapartes da vida real, tinha sido muito ambicioso e não permitia que os locais da vida real fossem emulados corretamente. Embora a continuidade de suas continuações fosse mantidas nos spin-offs focados no dispositivo portátil, a Rockstar começou a estabelecer uma nova continuidade para a série com o advento dos consoles de sétima geração, focados mais em realismo e detalhes, incluindo uma emulação mais completa da vida real, embora com uma lista reduzida de dubladores de celebridades que haviam se destacado na continuidade anterior. O lançamento de Grand Theft Auto IV levou a Rockstar a redesenhar o cenário de Liberty City, com a terceira encarnação sendo mais fortemente baseada na cidade de Nova Iorque da vida real — entre as melhorias feitas incluíam-se mais profundidade no número de edifícios usados e os detalhes de cada um, removendo quaisquer pontos mortos ou espaços irrelevantes. Quando a Ars Technica analisou Grand Theft Auto IV, ela notou que a "ligeira regressão da série de Grand Theft Auto: San Andreas" em termos de cenário foi "surpreendente".
O foco no realismo e na profundidade continuou com Grand Theft Auto V, embora visasse fornecer um ambiente mais expansivo do que Grand Theft Auto IV, com a equipe de desenvolvimento redesenhando Los Santos, para emular totalmente a cidade real de Los Angeles, criando assim um ambiente com uma qualidade superior, e em uma escala maior com a incorporação de áreas rurais e desérticas. Houser elaborou que "para fazer uma versão adequada de Los Angeles, [...] o jogo tem que dar a você uma sensação de expansão" e, portanto, considerou que dividir o orçamento e a força de trabalho para criar várias cidades teria prejudicado o objetivo de emular o ambiente da vida real. Garbut sentiu que na era do PlayStation 2 a equipe não tinha os recursos técnicos para capturar Los Angeles adequadamente, resultando na interpretação de San Andreas de Los Santos parecendo um "cenário ou uma fase de jogo com pedestres circulando aleatoriamente", efetivamente considerando San Andreas como um ponto de partida para Grand Theft Auto V com a nova geração de consoles. Como Garbut explicou, com a mudança para o hardware do PlayStation 3 e Xbox 360, "nossos processos e a fidelidade do mundo [tinham] evoluído tanto a partir de San Andreas" que usá-lo como modelo seria redundante.